# 死神君
《死神君》（日语：死神くん），是於2014年4月18日開始在朝日電視台播放的日本電視劇。劇集藍本來自遠藤幸一的漫畫《死神くん》。主演者是嵐的大野智。這是大野在《音樂孩子王》（2009年）主演以來，睽違五年的週五十一點檔主演作品。主題曲為嵐的《無人知曉》。

## 劇情概要
他是甫上任的新手死神，職責是替即將往生的人實踐願望，並將往生者的靈魂送入天堂。但是由於自己的溫和性情，常因同情人類，老是挨上司的罵，還得隨時對付老是搶奪靈魂的死對頭。所有死神都有一支代表自己壽命的蠟燭，失誤或是違規也會讓其蠟燭相應變短，直到蠟燭燒光後灰飛煙滅。看來死神也是個不好當的苦差事啊…

## 角色介紹
- 大野智 飾演 死神君（粤语配音：李家傑）

職責為將人的靈魂導入靈界及防止死亡預定者外的死者的新手死神，約30歲。服裝為黑色西裝配白色蝴蝶形領呔，頭戴黑色圓形西裝帽，襪子為黑白格子圖案。編號為No.413，本名及個人資料不詳。固定台詞和動作為「恭喜你！我來迎接你了」並發個人名片，常因對人類的同情而違反規定而被罵。技能為隨時隨地出現，穿牆，飛行等。除了死亡預定者及有關人士外，任何人等一律看不見死神君（後期有例外，如可讓整棟大樓的人看得到他）。
- 桐谷美玲 飾演 監死官（粤语配音：鄭家蕙）

編號NO.45。負責監視死神的毒舌上司，但也暗中幫助死神完成工作任務。在人間形態為黑色烏鴉，並有黑色烏鴉的監測隊。
- 菅田將暉 飾演 惡魔

死神的競爭對手，以完成將往生之人的三個願望作為條件，奪取他們的靈魂。而無效的願望雖會實現，但不列入三個願望的計算裡。如果在一百天之內抓不到靈魂就會灰飛煙滅。
- 松重豐 飾演 主任（粤语配音：羅偉亮）

管理所有的死神並視察他們的工作狀況，職責上為審判官與死神的上司，個性非常好色。

### 各集客串演員

#### 第1集
- 大西福子 -  大原櫻子（死亡預定者）

小林真實的同學，因為長得不好看被同學排擠，只有真實與她交好（但真實也是因要讓大家認為自己很善良才與她交好）。外表雖不好看但心地善良，在死神君眼中是最美麗的女孩。
- 小林真實 -  高田里穗（粤语配音：王夢華）

原本因為長得好看而人人稱羨，與福子交好（但也是因要讓大家認為自己很善良才與福子交好），但因意外而毀容且失明，跳樓自殺時因死神君介入而失敗。
- 三城尚之 -  渡部秀

在圖書館與福子和真實結識，是兩人心儀的對象。
- 福子父 -  岡山一（日语：おかやまはじめ）
- 福子母 -  池谷伸枝（日语：池谷のぶえ）
- 看護師 -  阿南敦子（日语：阿南敦子）
- 同學A - 上間美緒（日语：上間美緒）
- 同學B - 江田結香（日语：江田結香）

#### 第2集
- 島孝一 - 林遣都（第1集）（意外成為死亡預定者）（粤语配音：楊耀泰）

大黑生命（保險公司）的業務員，業績很差常常被主管罵，因山本健太的遭遇與自己很像而對他特別在意。拾獲死神筆記而得知死亡預定者的訊息，為了業績藉此向死亡預定者推銷保險，造成公司極大的損失，後與死神君成為朋友。也在死神筆記上寫上自己的主管死亡（後塗改掉），將健太的死亡預定改為自己。
- 黒川弘樹 - 神保悟志（日语：神保悟志）（意外成為死亡預定者）（粤语配音：袁德基）

大黑生命的營業部長，也是島孝一的主管。表面上對島非常嚴厲，但自身的遭遇也和島很相像，故私底下經常袒護他。
- 山本健太 - 田中奏生（日语：田中奏生）（死亡預定者）

小學生，因父親臥病導致家裡經濟條件很差，每天都穿同樣的衣服上課，被同學排擠。本集末原為死亡預定者，後被孝一改掉。
- 山本大輔 - 森下能幸（日语：森下能幸）（死亡預定者）（粤语配音：羅偉亮）

健太的父親。
- 山本美紀 - 舟木幸（日语：舟木幸）

健太的母親。
- 村田守 - 植木紀世彦（日语：植木紀世彦）（死亡預定者）
- 江戸祥子 - 田中美登里

島孝一的同事。
- 黒川之女 - 志村玲那（日语：志村玲那）
- 黒川之妻 - 丸山優子（日语：丸山優子）
- 健太的同學 - 加部亞門（日语：加部亜門）

#### 第3集
- 西園寺瞳 - 杉咲花（死亡預定者）（粤语配音：王夢華）

西園寺製藥社長 原厚生勞動大臣西園寺衛的長女。身高150公分，黑色長髮。
從小疾病纏身，經常躺在床上，從未試過獨自外出。知道自己大限將至時偷偷逃走，在秋葉原遊戲機中心與桐嶋讓二相遇。
父親西園寺衛是個把工作放在第一位的人，所以決定與桐嶋讓二假裝綁架，索取一億日圓贖金，讓爸爸覺得很嚴重，臨終前看到他擔心自己的樣子。死後希望桐嶋譲二會在自己墳前獻上自己最喜歡的瑪格麗特。
- 桐嶋譲二 - 柄本时生（第2集）（與惡魔交易）

因諸事不順且被女性厭惡而受惡魔誘惑。喜歡西園寺瞳。努力生存，並遵守承諾在西園寺瞳墳前獻花。
- 西園寺家護衛 - 屋根三郎（日语：屋根三郎）、恩田括（日语：恩田括）、中村祐樹、出口哲也（日语：出口哲也）、加藤裕（日语：加藤裕）

#### 第4集
- 山口真奈美 - 臼田麻美（日语：臼田あさ美）（不確定的死亡預定者）（粤语配音：王慧珠）

護士，南雲雄司的戀人，兩人已有婚約。
- 須藤五郎 - 安田顯（不確定的死亡預定者） （與惡魔交易）

守衛，為救助被小混混糾纏的女孩而誤殺人。
- 南雲雄司 - 平岳大（日语：平岳大）（不確定的死亡預定者）（粤语配音：楊耀泰）

醫生，南雲雄平之子。為幫助自家醫院渡過經營難關，打算與山口真奈美解除婚約另娶大財團千金為妻。
- 高野洋子 - 佐藤仁美（不確定的死亡預定者） （與惡魔交易）

高野亙的母親，丈夫離家出走，行蹤不明。
- 南雲雄平 - 佐佐木勝彥

醫院院長。
- 村山信也 - 秋間將汰（日语：秋間将汰）

須藤五郎曾救助的小孩。
- 高野亙(4) - 押場大和（不確定的死亡預定者）

患有心臟病，在飯店時正好發病，由南雲雄司緊急救助。

#### 第5集
- 佐藤民江 - 吉行和子（與惡魔交易）

佐藤留吉之妻。知道兒孫已死亡，並隱瞞丈夫，後丈夫想起與惡魔交易要丈夫忘掉。
- 佐藤留吉 - 山本圭（死亡預定者）

長年臥病、行動不便，期待死亡來臨。仍期待孫子回來。
- 佐藤誠 - 西井幸人（日语：西井幸人）

與留吉及民江已死去的孫子同名同姓，出生年份也差不多，原為不動產公司職員，現為詐騙集團成員，民江把他冒充為他們的孫子欺騙丈夫。
- 片岡稔 - 德山秀典

詐騙集團成員，誠的前輩。
- 佐藤順平 - 堤匡孝

佐藤留吉之子，十年前交通意外死去。
- 佐藤瑛子 - 津乃村真子（日语：津乃村真子）

佐藤順平之妻，十年前交通意外死去。
- 佐藤誠 - 田中悠太

佐藤留吉之孫，十年前交通意外死去。

#### 第6集
- 高山里奈 - 伊藤步

女性雜誌Bonheur總編輯。因遭和田明騙婚，有自殺傾向。
- 和田明 - 鈴木浩介（死亡預定者）

和田機械工業人員，婚姻詐騙師。妻子早亡，育有一女。
- 桐野沙也加 - 高橋優

和田詐騙對象。
- 倉田 - 掛田誠（日语：掛田誠）

警視廳荒川中央警察署刑事。
- 沢野美幸 - 長谷部瞳

里奈的部下。
- 和田美優 - 佐藤芽（日语：佐藤芽）

和田的女兒。
- 中野 - 大迫一平（日语：大迫一平）

倉田的部下。

#### 第7集
- 立花由香里（立花ゆかり） - 清水久留美（清水くるみ）（第6集）（與惡魔交易）

過氣的創作歌手。認為AMI是靠模仿她及博取同情而走紅，對AMI懷有恨意。
- AMI（中野亞美） - 唯月風華（唯月ふうか）（死亡預定者）

當紅的創作歌手，視立花由香里為偶像。
- 正人（マサト） - 弓削智久（日语：弓削智久）

為立花創作的槍手。
- 佐佐木兼次郎 - 田上寬（田上ひろし）

都芯大學社會學部教授。
- 黒柳徹子 - 黑柳徹子
- AMI的經紀人 - 岩橋道子（日语：岩橋道子）

#### 第8集
- 内田美恵 - 中越典子（第7集）

翔太的母親，前織松商事員工，父親為前銀行專務。
- 内田克也 - 小市慢太郎（第7集）（死亡預定者）

翔太的父親，內田新貿易公司社長。
- 内田翔太 - 高橋來（第7集）（與惡魔交易）

成績差又挑食的小孩。
- 西島香織 - 甲斐麻里惠（日语：甲斐まり恵）

美惠的舊識，清潔公司員工。
- 麗香 - 橫溝菜帆

翔太的同學。

#### 第9集
- 中平毅 - 田中圭（第8集）（與惡魔交易） （意外的死亡預定者）

原簑島食品肉食品部課長，現為簑島食品保全人員。
- 簑島譲二 - 孟加拉（日语：ベンガル (俳優)）

簑島食品社長。
- 田中洋介 - 中丸新將（日语：中丸新将）

簑島食品常務。
- 中村繪里 - 伊藤裕子（日语：伊藤裕子）

簑島食品社長秘書。
- 森明浩 - 宮崎吐夢（日语：宮崎吐夢）

簑島食品部長。
- 早田 - 吉家章人（日语：吉家章人）

簑島食品總務部部長。
- 長友雄介 - 菊田大輔（日语：菊田大輔）

原簑島食品肉食品部副課長。
- 木下義男 - 佐藤裕

簑島食品課長。
- 山村和弘 - 日中泰景

簑島食品系長。

## 工作人員
- 原作：遠藤幸一
- 劇本：橋本裕志
- 製作人：飯田爽（朝日電視台）、西河喜美子（朝日電視台）、下山潤（DJANGO）
- 導演：中田秀夫 等人
- 協助製作：DJANGO
- 製作公司：朝日電視台

## 播放時間表
| 各集                                                                 | 播放日期 | 原文標題 （中譯標題） | 原作標題   | 導演     | 收視率 |
| -------------------------------------------------------------------- | -------- | --- | ---------- | -------- | ------ |
| episode1                                                             | 4月18日  | 心美人お迎えに参りました! あなたの命はあと3日 最期は僕が傍にいる （迎接心美麗之人！ 你的生命只剩3天 我會在最後一刻陪在你身邊） | 心美麗之人 | 中田秀夫 | 11.2%  |
| episode2                                                             | 4月25日  | 悪魔誕生 デスノートで上司のいじめに復讐する男!? （惡魔誕生 擁有死亡筆記本的上司對男性的復仇！？）                              | 欺凌的構想 | 常廣丈太 | 10.1%  |
| episode3                                                             | 5月2日   | あの海へ 余命2日の令嬢と愛の逃避行〜死神VS悪魔 （到那個海 僅有2天性命的令嬡與愛的逃命紀行〜死神VS惡魔）                        | 到海       | 筧昌也   | 9.9%   |
| episode4                                                             | 5月9日   | 神の選択 密室火災…取り残された5人の運命は!? （神的選擇 密室火災...倖存的五個人的命運將會如何！？）                             | 神的選擇   | 本橋圭太 | 10.3%  |
| episode5                                                             | 5月23日  | 老夫婦の幸せ 〜オレオレ詐欺の孫に悪魔が囁く…!! （老年夫婦的幸福 〜惡魔低聲對我們的詐欺孫子竊竊私語...！！）                    | 老人的幸福 | 中田秀夫 | 9.4%   |
| episode6                                                             | 5月30日  | だまされ上手!? 〜結婚詐欺師に1000万貢ぐいい女 （善於被騙！？ 將1000萬雙手奉給結婚詐欺師的好女人）                              | 善於受騙   | 常廣丈太 | 9.7%   |
| episode7                                                             | 6月6日   | 芸能界の女帝バトル…!? 栄光の人気歌手の最期の歌 （演藝圈的女王爭鬥...！？ 榮耀的流行歌手唱的最後一首歌）                        | 只要有歌   | 筧昌也   | 8.9%   |
| episode8                                                             | 6月13日  | 最終章!! ピーマンと僕の生きる道 （最終章！！青椒與我的生存之道）                                                               | 吃青椒     | 本橋圭太 | 8.4%   |
| episode9                                                             | 6月20日  | さらば優しい死神!! 最期は僕の傍にいて （再見了善良的死神！！ 我會在最後一刻陪在你身邊）                                        | 死神失格   | 本橋圭太 | 9.6%   |
| 平均收視率9.7%（收視率以日本關東地區的Video Research公司的調查為主） |          | |            |          |        |

## 外部連結
- 朝日電視台官方網站
- 緯來日本台 （页面存档备份，存于）（繁體中文）

## 節目的變遷
| 日本 朝日電視台 週五深夜劇場 星期五 23:15至24:15 | 日本 朝日電視台 週五深夜劇場 星期五 23:15至24:15 | 日本 朝日電視台 週五深夜劇場 星期五 23:15至24:15 |
| ------------------------------------------------ | ------------------------------------------------ | ------------------------------------------------ |
|                                                  | 死神君 （2014.4.18 - 2014.6.20）                 |                                                  |
| 我討厭的偵探 （2014.1.17 - 2014.3.7）            | 匿名偵探2 （2014.7.4 - 2014.9）                  |                                                  |

| 台灣 緯來日本台 週一至週五 22:00   | 台灣 緯來日本台 週一至週五 22:00   | 台灣 緯來日本台 週一至週五 22:00 |
| ---------------------------------- | ---------------------------------- | -------------------------------- |
|                                    | 死神君 （2014.07.23 - 2014.07.28） |                                  |
| 賞金女 （2014.07.16 - 2014.07.22） | 新·毛骨悚然撞鬼經驗 （2014.07.29）   |                                  |

| 香港 有線劇集台 星期一至五 20:00 - 21:00 | 香港 有線劇集台 星期一至五 20:00 - 21:00 | 香港 有線劇集台 星期一至五 20:00 - 21:00 |
| ---------------------------------------- | ---------------------------------------- | ---------------------------------------- |
|                                          | 死神君 （2015.01.20 - 2015.01.30）       |                                          |
| 失憶大狀 （2014.12.24 - 2015.01.19）     | 金玉良缘 （2015.02.02 - 2015.04.03）     |                                          |